# Grande Oriente do Brasil
O Grande Oriente do Brasil (GOB) é a mais antiga Potência Maçônica brasileira (associação de Lojas Maçônicas, também chamada de Obediência Maçônica). O GOB participou ativamente em momentos cruciais da história brasileira, como a abolição da escravatura, a Proclamação da República e a Independência do Brasil.
A Maçonaria (forma reduzida e usual de Franco-Maçonaria) é uma sociedade discreta, de carácter universal, cujos membros cultivam o aclassismo, humanidade, os princípios da liberdade, democracia e igualdade, fraternidade e aperfeiçoamento intelectual, sendo assim uma associação iniciática e filosófica.
A Maçonaria é uma instituição essencialmente iniciática, filosófica, filantrópica, progressista e evolucionista. Proclama a prevalência do espírito sobre a matéria e pugna pelo aperfeiçoamento moral, social e intelectual da humanidade, por meio do cumprimento inflexível do dever, da prática desinteressada da beneficência e da investigação constante da verdade. Seus fins supremos são Liberdade, Igualdade e Fraternidade.
Os maçons estruturam-se e reúnem-se em células autônomas, designadas por oficinas, ateliers ou (como são mais conhecidas e corretamente designadas) Lojas — "todas iguais em direitos e honras, e independentes entre si."
O Grande Oriente do Brasil possui, hoje, aproximadamente 3.200 Lojas e cerca de 97 000 filiados. É a maior Obediência Maçônica do mundo latino e obtém o reconhecimento de toda a Maçonaria Regular. Destacam-se suas fraternais relações com a Grande Loja Unida da Inglaterra (com o Primeiro Tratado realizado em 1919, e depois ratificado em 1935), e com todas as Obediências Maçônicas regulares da Europa e América do Norte.

## História
Foi fundado em 17 de junho de 1822, a partir de três Lojas Maçônicas: Comércio e Artes, União e Tranqüilidade e Esperança de Nictheroy.
Seu primeiro Grão-Mestre foi José Bonifácio de Andrada e Silva que após a fundação do Grande Oriente do Brasil passou a ser membro da Loja Maçônica Esperança de Nictheroy.
Em 4 de outubro de 1822, veio o segundo Grão-Mestre, o então Príncipe Regente e logo depois Imperador D. Pedro I.
Em 1843, instalou-se o GOB no Palácio Maçônico do Lavradio, no Rio de Janeiro.
Em 1960, sua sede administrativa se mudou para Brasília, com sua instalação em 1978 no Palácio Maçônico "Jair de Assis Ribeiro", uma homenagem ao Soberano Grão-Mestre de Honra do Grande Oriente do Brasil e do Grande Oriente do Estado de Goiás, chamado de "O Construtor" . O imponente edifício, suspenso e em formato triangular, possui área construída de mais de 7.800 metros quadrados.

### Independência do Brasil
O GOB fez a Independência do Brasil, o maior acontecimento da Nação. Numa data posterior, o segundo grande acontecimento do Brasil, a Proclamação da República, foi realizada pelo então, Grão-Mestre do Grande Oriente do Brasil: O Marechal Deodoro da Fonseca.

## Histórico de Grão-Mestres
- 1° (1822-1822): José Bonifácio de Andrada e Silva
- 2° (1822-1822): D. Pedro I
- 3° (1831-1837): José Bonifácio de Andrada e Silva
- 4° (1837-1850): Antônio Francisco de Paula de Holanda Cavalcanti de Albuquerque, Visconde de Albuquerque
- 5° (1850-1863): Miguel Calmon du Pin e Almeida, Marquês de Abrantes
- 6° (1850-1863): Luís Alves de Lima e Silva, Duque de Caxias (Honorário)
- 7° (1863-1864): Bento da Silva Lisboa, Barão de Cairu
- 8° (1864-1871): Joaquim Marcelino de Brito
- 9° (1871-1880): José Maria da Silva Paranhos, Visconde do Rio Branco
- 10° (1880-1885): Francisco José Cardoso Júnior
- 11°(1885-1889): Luís Antônio Vieira da Silva, Visconde de Vieira da Silva
- 12° (1889-1890): João Batista Gonçalves Campos, Visconde com grandeza de Jari
- 13° (1890-1892): Manuel Deodoro da Fonseca
- 14° (1892-1901): Antônio Joaquim de Macedo Soares
- 15° (1901-1904): Quintino Antônio Ferreira de Sousa Bocaiuva
- 16° (1904-1916): Lauro Nina Sodré e Silva
- 17° (1905-1905): Francisco Glicério de Cerqueira Leite (Interino)
- 18° (1917-1919): Nilo Procópio Peçanha
- 19° (1922-1925): Mario Marinho de Carvalho Behring
- 20° (1925-1926): Vicente Saraiva de Carvalho Neiva
- 21° (1926-1927): João Severiano da Fonseca Hermes
- 22° (1927-1933): Octávio Kelly
- 23° (1933-1940): José Maria Moreira Guimarães
- 24° (1940-1952): Joaquim Rodrigues Neves
- 25° (1953-1954): Benjamin de Almeida Sodré
- 26° (1954-1963): Cyro Werneck de Sousa e Silva
- XX  (1964-1968): Álvaro Palmeira
- 27° (1968-1973): Moacyr Arbex Dinamarco
- 28° (1973-1978): Osmane Vieira de Resende
- 29° (1978-1983): Osires Teixeira
- 30° (1983-1987): Jair Assis Ribeiro
- 31° (1987-1988): Enoc Almeida Vieira
- 32° (1988-1993): Jair Assis Ribeiro
- 33° (1993-2001): Francisco Murilo Pinto
- 34° (2001-2008): Laelson Rodrigues
- 35° (2008-2018): Marcos José da Silva
- 36° (2018-2019): Ricardo Maciel Monteiro de Carvalho (interino)
- 37° (2019-2023): Múcio Bonifácio Guimarães
- 38° (2023-atual): Ademir Cândido da Silva